# 手子堀川
手子堀川（てごほりかわ）は、埼玉県羽生市と加須市を流れる利根川水系の一級河川。手子堀とも称する。

## 概要
羽生市下手子林を一級河川の起点とし、中川と午の堀川の間を東西に直線的に流れている。
下谷伏越で葛西用水の下をくぐっている。加須市松永新田において中川に合流する。流路全域が加須低地の沖積平野に位置する。流域の周囲は水田などの農地や集落などが主であり、主として農業排水路として利用され、一部で堰が設けられ農業用水路としても利用される。
流域面積は6.61平方キロメートル、流路延長6.4キロメートル。
全区間で河床を掘り下げる河川改修工事が行われている。

## 橋梁
- 陣屋橋 - 管理起点
- 永井橋
- 大橋（埼玉県道366号三田ヶ谷礼羽線）
- 手子堀川橋（東北自動車道）
- 釈迦堂橋
- 新釈迦堂橋（やぐるま街道）[4]
- 高橋（埼玉県道46号加須北川辺線）
- 農栄橋

これ以外にも名称不明の橋が多数存在する。